# Pieris eitschbergeri
Pieris eitschbergeri is een vlindersoort uit de familie van de Pieridae (witjes), onderfamilie Pierinae.
Pieris eitschbergeri werd in 1996 beschreven door Lukhtanov.